# 20317 Гендріксон
20317 Гендріксон (20317 Hendrickson) — астероїд головного поясу, відкритий 29 березня 1998 року.
Тіссеранів параметр щодо Юпітера — 3,400.